# Salterland Bridge
Die Salterland Bridge ist eine Straßenbrücke zwischen den schottischen Städten Barrhead und Glasgow. Die einspurige Salterland Road überquert auf ihr den Fluss Levern und verbindet dabei die A736 auf ihrem Weg von Glasgow nach Irvine mit der B773. In direkter Nachbarschaft führt das Salterland Viaduct eine Eisenbahnstrecke über Fluss und Straße. Da der Levern an dieser Stelle den Grenzfluss zwischen den Council Areas Glasgow und East Renfrewshire bildet, liegt die Brücke hälftig in beiden Ländern. 1992 wurden die Salterland Bridge in die schottischen Denkmallisten in der Kategorie C aufgenommen.

## Beschreibung
Der exakte Bauzeitpunkt der Salterland Bridge ist nicht verzeichnet, sodass nur das 18. Jahrhundert als Bauzeitraum angegeben werden kann. Die Brücke ist aus Bruchstein gebaut und führt in zwei Segmentbögen aus beinahe quadratischen Keilsteinen über den Fluss. Die schmale Fahrbahn besitzt beidseitig eine flache Begrenzung aus einfachen Quadersteinen. Die Brückenpfeiler sind mit spitz zulaufenden Eisbrechern ausgestattet.